# Везер (приток на Дордон)
Везер (на френски: Vézère) е река в Южна Франция (департаменти Корез и Дордон), десен приток на Дордон, вливаща се в Атлантическия океан. Дължина 211 km, площ на водосборния басейн 3730 km².

## Географска характеристика
Река Везер води началото си на 886 m н.в., от централната част на платото Милваш (западната част на Централния Френски масив), в северната част на департамента Корез, на 7 km северозападно от град Мемак. В горното течение протича през платото Милваш, а в средното и долното в широка долина през западните хълмисти части на Централния Френски масив (ЦФМ), като силно меандрира. Влива се отдясно в река Дордон, на 46 m н.в., на 4 km югозападно от град Ле Бюг, департамент Дордон.
Водосборният басейн на Везер обхваща площ от 3730 km², което представлява 15,57% от водосборния басейн на Дордон. На северозапад и югоизток водосборният басейн на Везер граничи с водосборните басейни на река Ил и други по-малки десни притоци на Дордон), а на север – с водосборния басейн на река Лоара (от басейна на Атлантическия океан). Основен приток река Корез (ляв, 95 km, 1158 km²).
Река Везер има предимно дъждовно подхранване с есенно-зимно и пролетно пълноводие, като даже и в горното течение е пълноводна. Среден годишен отток в средното течение (при град Юзерш) 16 m³/sec.

## Стопанско значение, селища
Везер има важно транспортно, хидроенергийно и иригационно значение. Плавателна е на 65 km от устието си за плиткогазещи речни съдове. По течението ѝ са изградени няколко малки ВЕЦ, а в средното и долното течение част от водите ѝ се използват за напояване.
Долината на реката е гъсто заселена, като най-големите селища са градовете: Бюжа, Юзерш и Брив ла Гайард (департамент Корез), Терасон и Ле Бюг(департамент Дордон).